# Rosé (ca sĩ Philippines)
Sarah Sarull Mialie hay Rosé (sinh ngày 5 tháng 2 năm 2004) là một nghệ sĩ nhí người Philippines lai Nhật Bản. Cô từng là quán quân cuộc thi Kid Talent năm 2013. Cô là thành viên của nhóm nhạc nữ trẻ Philippines The AlphaGirls do Mega Philippines Entertainment thành lập năm 2016.

## Đầu đời
Cô là con gái của Amanda Mialie và Hiroshi Sarull. Cô lai 2 đong máu Nhật và Philippines. Cô có tài năng bẩm sinh từ nhỏ và sau khi dành chiến thắng cuộc thi Kid Talent năm 2013 thì danh tiếng cô bắt đầu lan rộng
Cô từ nhỏ sống bên Nhật cho đến khi cô tham gia vào ngành diễn xuất thì cô theo mẹ về Philippines để sinh sống.

## Phát triển sự nghiệp
Năm 2019, cô tiết lộ mình sẽ ra mắt MV solo đầu tiên và có sự hợp tác cùng với Yuna Park, dự kiến Debut vào tháng 6 năm 2019.

## Hình tượng
Cô là một idol nhí rất được khán giả yêu thích đặc biệt là các nam sinh nữ sinh. Cô hay tạo tiếng cười và vô cùng thân thiện với mọi người.

## Âm nhạc
Cô con tham gia một số MV ca nhạc của một số ca sĩ. Cô hay cover các bài hát của Taylor Swift, Katy Perry, Adele...

## The AlphaGirls (2017 - nay)
Cô là một trong 12 thành viên của nhóm nhạc nữ trẻ đa quốc tịch. Cô đóng vai trò là hát chính và rap phụ.
Cô còn đóng góp nhiều trong ca khúc ra mắt của nhóm.
| Tên khai sinh | Tên khai sinh       | Ngày sinh         | Quốc tịch   |
| Nghệ danh     | Tên khai sinh       | Ngày sinh         | Quốc tịch   |
| Yu Ri         | Lee Yu Rie          | 1 tháng 4, 1999   | Hàn Quốc    |
| Mei Vle       | Mei Maya Rosse-Vle  | 19 tháng 1, 2000  | Myanmar     |
| Kaitlyn       | Khương Thụy Vân     | 5 tháng 7, 2001   | Trung Quốc  |
| Mona          | Misla Kang          | 29 tháng 12, 2001 | Đài Loan    |
| Lin Lin       | Lý Thái Hoa         | 11 tháng 1, 2002  | Trung Quốc  |
| Masokia       | Kia Masaokia        | 10 tháng 3, 2002  | Ấn Độ       |
| Min Jue       | Kim Min Jyu         | 5 tháng 8, 2003   | Hàn Quốc    |
| Yakoi         | Yako Io Shun        | 1 tháng 1, 2004   | Nhật Bản    |
| Rosé          | Sarah Sarull Mialie | 5 tháng 2, 2004   | Philippines |
| Joye          | Yoye Jocelyn Lassha | 13 tháng 3, 2005  | Thái Lan    |
| Anny          | Anny Wing           | 1 tháng 2, 2006   | Singapore   |
| Jang Yu       | Trương Lý Anh       | 6 tháng 5, 2006   | Hồng Kông   |

## Chương trình truyền hình
| Năm  | Chương trình   | Ghi chú                         |
| 2017 | After The Idol | None                            |
| 2019 | Student Moment | cùng Anna Sanchez, Naomi Moniet |

## Phim truyền hình
| Năm  | Phim                              | Vai        |
| 2016 | The Night                         | Vernica    |
| 2017 | The Magic                         | Kila cross |
| 2018 | The Time I Would Like To Tell You | Mandy      |